# Emerald Shine
Emerald Shine je česká folk metalová skupina z Nového Jičína. Koncertuje i v zahraničí, například v Polsku. Kapela svůj styl hraní definuje jako Fantasy metal.

## Historie

### Od přátelství ke vzniku (2010–2013)
Zakladatelé kapely Leena (Lenka Jašková) a Richie (Radomír Vrzal) spolu působili v projektu Černá Zář v roce 2010. Jenže to jejich hudební touhy nenaplňovalo a tak uvažovali kudy a jak se vydat. Když se roku 2013 s basákem Radkem Čečivou, slovo dalo slovo a vznikli Emerald Shine. Následně se ke kapele připojil bubeník Kamil Rýc (Ador Dorath).

### Hledání se, první písně a EP (2013–2016)
Kapela začala experimentovat v různých sestavách a nástrojích, začaly vznikat první skladby. Na čtyřech nahraných skladbách bylo jasné jak se zvukově bude kapela ubírat: pestrá nástrojová sestava, metalové i akustické nástroje, různé druhy vokálů. V lednu 2016 vydala kapela první EP „Beneath the Stars“, které vyšlo vlastním nákladem na CD a později také online. Poté následovalo turné  „Far Beneath the Northern Stars Tour“ s brněnskou kapelou Wolfarian po ČR.

### Změny v sestavě, první videoklip a album (2017–2018)
V roce 2017 kapela měla změny v sestavě, po odchodu některých členů v roce 2016 a z kraje 2017.  V březnu 2018 kapela zveřejnila svůj první oficiální videoklip k písni „Rainy Night“, který zaznamenal úspěch v Czech Parádě na TV Rebel, kde se stal nakonec „bramborovým“ klipem roku 2018, tedy skončil na 4. místě. V listopadu téhož roku vyšlo očekávané debutové album „Misty Tales“. V roce 2018 kapela supportovala jiné folkmetalové kapely jako argentinské Skiltron či ruskou Kalevalu.

### Výstupy v zahraničí a nový baskytarista (2019-?)
V závěru roku 2018 kapela poprvé vstoupila v Polsku respektive Varšavě. V Polsku začala vystupovat skupina celkem pravidelně a také zamířili na Slovensko. V plánu je také další videoklip. Mimo jiné v roce 2019 předskakují kapelám jako Radogost a Valkenrag.

## Diskografie
- Beneath the Stars (EP, 2016)
- Misty Tales (2018)

## Sestava

### Současní členové
- Lenka Jašková aka Leena – Zpěv, growl, flétny (2013-?)
- Radomír Vrzal aka Richmonde – Harfa, growl (2013-?)
- Kamil Rýc – Bicí (2013-?)
- Dušan Sommer aka Dushinka – Kytary, zpěv (2017-?)
- Klára Šindelková – Housle, zpěv (2018-?)
- Milan Polívka – baskytara (2019-?)

### Bývalí členové
- Marek Kalíšek – kytary (2013–2016)
- Láďa – klávesy (2014–2015)
- Ondřej Leško – kytary (2015–2017)
- Štěpán Fiala – zpěv, growl, housle, kytary (2014–2017)
- Bivoj Kudělka – housle (2015–2017)
- Radek Čečiva – baskytara (2013–2019)